# Subways of your mind
«Subways of your mind» es una canción (de fecha desconocida, muy probablemente compuesta en 1983-1986) por la banda alemana de new wave FEX. La canción fue objeto de una búsqueda en Internet que duró 41 años para identificar al artista original, tiempo en el que se conoció popularmente como «La canción más misteriosa de internet».
La canción se grabó de una retransmisión de Norddeutscher Rundfunk (NDR) en una fecha desconocida de la década de 1980. Fue compartida por primera vez en internet en 2007. Desde 2019 se convirtió en un fenómeno viral. Esto animó a muchos usuarios de sitios como Reddit o Discord a involucrarse y colaborar en la búsqueda del origen de la canción.
El 4 de noviembre de 2024, fue identificada como «Subways of Your Mind» por la banda local de Kiel, FEX (En 2023 fue conocida como "Like The Wind"). La confirmación vino con la publicación de una versión extendida de la canción grabada en 1983, junto con una versión en vivo de 1985. Aún está por verificar qué versión se reprodujo en la radio de 1984.

## Historia

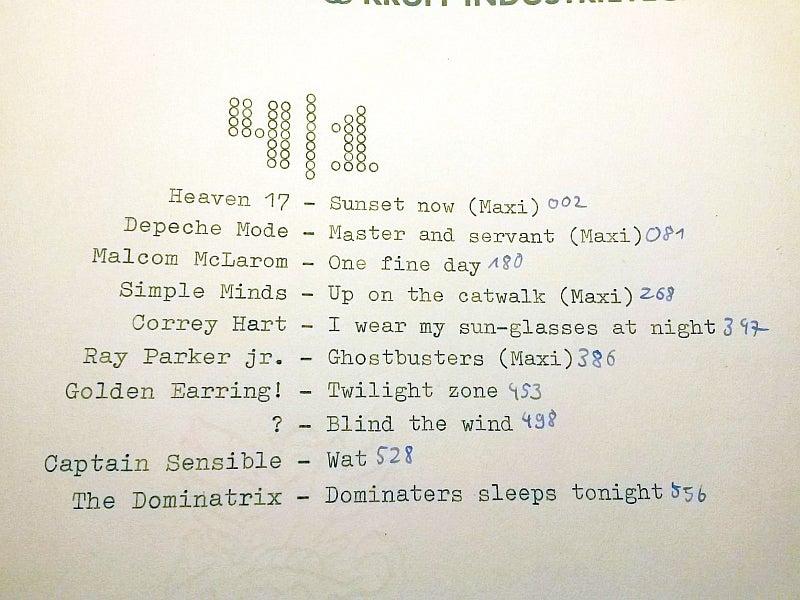
Una presunta lista de canciones de la cinta de «Darius» que incluye «La Canción Más Misteriosa de Internet». Sin embargo, aparecería con el nombre «Blind the Wind», «Ciega el viento» en español.

Según un artículo de Rolling Stone, un hombre llamado Darius S. grabó la canción en un programa radiofónico llamado Musik Für Junge Leute (del alemán «Música para jóvenes», en español) que sonó en la emisora de radio pública alemana NDR en 1984. Supuestamente, Darius grabó la canción en una cinta llamada «Cassette n.º 4», junto con canciones de XTC y The Cure. Hay algunas pruebas que indican que ese pudo ser el año con más anterioridad en el que se grabó, como por ejemplo, la cubierta de la cinta Technics, probablemente usada como base para grabar la canción, la cual también se fabricó en 1984. En el momento de realizar la grabación, para tener la canción limpia, Darius decidió no incluir las voces de los presentadores, por lo que no se puede saber a qué fecha pertenece, ni el nombre de la canción ni el grupo musical.
En el año 1985, Darius creó una lista de canciones titulada «Unknown Pleasures» (tomando el nombre del disco epónimo de Joy Division, donde recogió las «canciones que más le gustaban, pero que apenas conocía»). En 2004, Darius digitalizó su lista de canciones y las guardó como archivos .aiff y .m4a. Lydia H., la hermana de Darius, creó para Darius una página web como regalo de cumpleaños. Darius utilizó dicha web para popularizar su lista de reproducción, incluyendo enlaces de descarga de todas las canciones.
El 18 de marzo de 2007, Lydia comenzó a publicar la canción en Internet para intentar identificar al artista y el título de la canción. Publicó un fragmento digital de la canción en una web alemana de fanes del pop de sintetizador de los 80 y en spiritofradio.ca, una web canadiense dedicada a identificar canciones subidas por fanes.

## Fenómeno viral de Internet
El misterio de la canción no identificada comenzó a ganar popularidad y se viralizó en 2019, cuando un adolescente brasileño llamado Gabriel da Silva Vieira inició la búsqueda de pruebas sobre su origen. Para hacerlo subió un clip de la canción a YouTube y a muchos subreddits de música en Reddit.
El 9 de julio de 2019, el usuario de YouTube Justin Whang publicó un episodio de «Cuentos de Internet» en el que hablaba de la canción y el proceso de búsqueda hasta ese punto. Tras la publicación del vídeo, más usuarios de Internet contribuyeron al esfuerzo de identificar la canción. Hasta la fecha, se han realizado cuatro episodios sobre esta misteriosa canción.
Tras publicar el vídeo, el usuario de Reddit u/johnnymetoo publicó un clip completo de la canción, que obtuvo de una de las publicaciones de Usenet de Lydia el 21 de marzo de 2007. Desde entonces, se han unido muchas personas de relevancia relacionados con la búsqueda, como Paul Baskerville, el DJ del programa en el cual presuntamente se grabó la canción, GEMA, entidad de defensa de los derechos de autor en Alemania, y un canal de YouTube llamado «80zforever», el cual tiene muchos vídeos de música poco conocida. Estos contactos y clientes potenciales se guardan en una hoja de cálculo para realizar un seguimiento de la investigación.
El 10 de julio de 2020, el usuario de Reddit u/FlexxonMobil consiguió la lista completa de canciones que Baskerville había tocado en Musik Für Junge Leute en 1984 y la publicó. Sin embargo, tras realizar algunas búsquedas, se concluyó que la canción no estaba en esa lista, descartando efectivamente la teoría de que Baskerville había emitido la canción. u/FlexxonMobil se ha puesto en contacto con los archiveros de NDR respecto a las listas de reproducción de 1983 y 1984 de otros DJs y actualmente está esperando una respuesta (agosto de 2020).

### Teorías, pistas falsas y falsificaciones
Después de eso, se intentó establecer contacto con los supuestos responsables o involucrados en la canción, de quienes se había teorizado que son los exmiembros de la banda griega Statues in Motion Tommie Bouzianis y Billy Knight, para que ellos mismos verifiquen su autoría; uno de los participantes en esto es un usuario de YouTube llamado «Cam G». Otro usuario, que resultaría ser el mismo Bouzianis (como «tommie bz»), estuvo comentando en varios vídeos relativos a tal banda y a la canción. El día 28 de agosto de 2021, un usuario de YouTube llamado "курица паращенко" publicó la versión más larga bajo el nombre de "blind den wind - Giorgios Dalambiras & Ilias Mitsakis (1984)". En su descripción, explicó toda la historia detrás de esta canción, dando a conocer que esta no se lanzó oficialmente ya que no estaba terminada y solo duró públicamente unos días. 
En cualquier caso, ninguna de sus grabaciones (o las pertenecientes a sus miembros en solitario, en concreto su cantante) posee el tema en cuestión. Asimismo, Statues in Motion ya se había separado para cuando el equipamiento usado en la grabación -especialmente el sintetizador Yamaha DX7- fue lanzado al público en general. También se apuntó a la banda inglesa The Sinking Ships como creadora de la canción, mas cabe señalar que ninguna de ambas agrupaciones de post punk es la responsable de la canción.
El 2 de noviembre de 2021, Lydia anunció en Reddit el descubrimiento de una caja llena de cintas con el nombre "Alles mögliche" mientras hacía reformas en su apartamento. Una de dichas cintas contenía una versión de la canción de mejor calidad.

## Identificación
El 4 de noviembre de 2024, el usuario de Reddit marijn1412 informó haber identificado la canción como Subways of your Mind de la banda alemana FEX, tras haber investigado a bandas locales que hubieran participado en el festival musical de Hörfest, el usuario contactó a uno de los miembros de la banda de FEX que había sido mencionado en el periódico Nordwest-Zeitung. El usuario se habría comunicado con uno de los miembros de la banda mediante correo electrónico, quien supuestamente confirmó la autoría de la canción y compartió una versión completa de la misma.Otro integrante, Michael Hädrich, confirmó la historia con la revista alemana Tz,mientras que el vocalista, Ture Rückwardt, corroboró la historia en una entrevista con Kieler Nachrigten.
El 6 de noviembre de 2024, tres de los cuatro integrantes originales de FEX, Michael Hädrich, Ture Rückwardt y Norbert Ziermann, tocaron una versión acústica para la radio alemana NDR 1 Welle Nord.

## Nota
1. ↑  Otros nombres temporales fueron «Like the Wind», «Blind the Wind», «The Sun Will Never Shine», «Check It In, Check It Out» o «Take It In, Take It Out»